# Bientina
Bientina là một đô thị ở tỉnh Pisa trong vùng Toscana thuộc Ý, có cự ly khoảng 50 km về phía tây của Florence và khoảng 15 km về phía đông của Pisa. Tại thời điểm ngày 31 tháng 12 năm 2004, đô thị này có dân số 6.484 người và diện tích là 29,2 km².
Bientina giáp các đô thị: Altopascio, Buti, Calcinaia, Capannori, Castelfranco di Sotto, Santa Maria a Monte, Vicopisano.